# الابوزها
الابوزها هي مدينة ومركز منطقة الابوزها تقع في ولاية كيرلا بالهند.بلغ عدد سكان المدينة في 2011 حوالي 174،164 نسمة.